# Volda

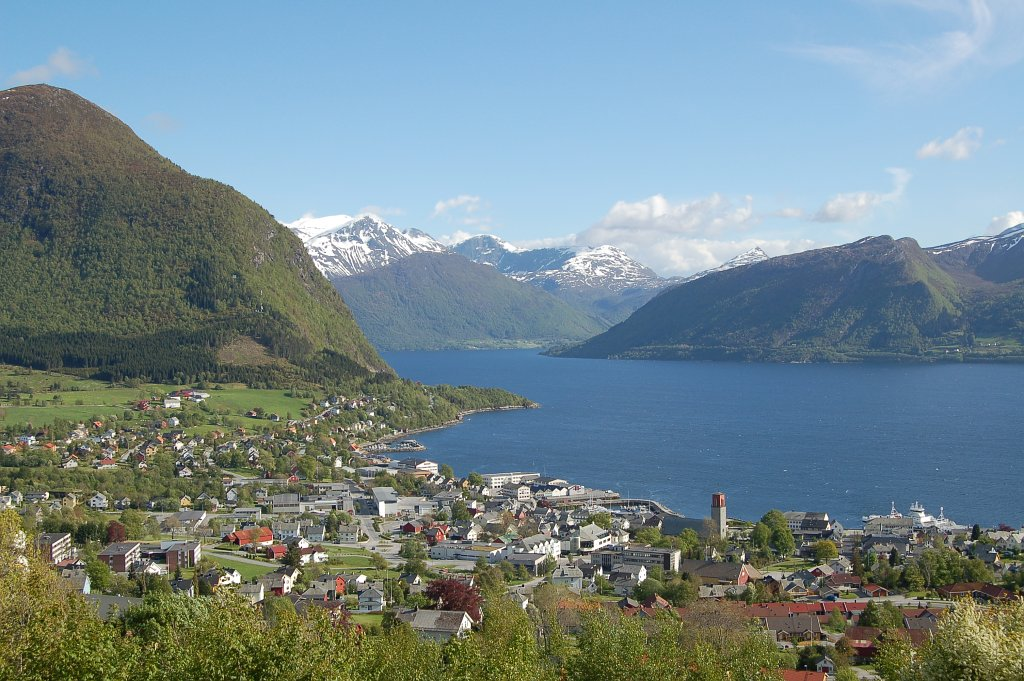
Volda, Mai 2006

Volda est une commune norvégienne dans le comté de Møre og Romsdal.

## Histoire
Volda fut élevé au rang de commune le 1er janvier 1838. Dalsfjord fut séparée de Volda le 1er juillet 1924 avant d'être de nouveau fusionné avec elle le 1er janvier 1964. Ørsta fut séparée de Volda le 1er août 1883.
La commune est nommée d'après le Voldsfjord (en vieux norrois Valdr). Le nom est probablement dérivé d'un vieux mot signifiant vague. Jusqu'en 1918, le nom était écrit Volden.

## Géographie
Deux fjords traversent la commune, Austefjorden et Dalsfjorden, respectivement dans un sens sud-sud-est et sud. La commune est montagneuse, particulièrement dans le sud de ces deux fjords.
Volda est limitrophe de Vanylven au sud-ouest / ouest, Herøy et Ulstein (séparés par un bras de mer) à l'ouest, Ørsta au nord et à l'est et le comté de Sogn og Fjordane au sud

## Population
La population est de 8 000 habitants principalement concentrés dans la ville de Volda dans le nord de la commune qui comprend d'autres petites localités comme Mork, Folkestad, Fyrde, Steinsvika, Lauvstad, Bjørkedal et Straumshamn.

## Culture et éducation
Volda est connue en Norvège pour son riche héritage culturel et ses traditions universitaires, la commune est en effet un des centres universitaires les plus importants en dehors d'un grand centre urbain dans le pays. Une bibliothèque privée, à Egset, la première de ce genre alors dans une localité rurale aurait inspiré le jeune Ivar Aasen au XIXe siècle. Le Volda landsgymnas (créé en 1910) fut la première école secondaire à voir le jour en dehors d'une grande ville. Parmi les institutions importantes actuelles, on peut citer le Collège universitaire de Volda, l'un des 25 collèges universitaires en Norvège. Ce collège accueille environ 3 000 étudiants et est spécialisé dans la formation des professeurs, d'animateurs et de journalistes.
Volda abrite également un festival national du film documentaire, le Den Norske Dokumentarfilmfestivalen et se tient en général fin avril. La ville abrite aussi un grand festival étudiant.

## Économie
Conséquence de l'afflux d'étudiants mais aussi de la présence de l'hôpital du comté, les services publics sont le secteur dominant, représentant 50 % de la vie économique locale. L'industrie et l'agriculture restent des secteurs importants. Bjørkedalen est réputé pour sa traduction de construction de navires en bois.

## Transports
La ville et le comté sont desservis par l'aéroport d'Ørsta/Volda, situé sur la commune voisine d'Ørsta, et par l'autoroute E39. La commune étant traversée par des fjords, Lauvstad et Folkestad sont reliés au centre de Volda par ferries. En février 2008 doit ouvrir le tunnel routier d'Eiksund, long de 7 700 mètres et qui sera le tunnel routier sous-marin le plus profond du monde avec 287 mètres sous le niveau de la mer.